# Emma Trägårdh
Emma Wilhelmina Trägårdh, född 11 november 1816 i Örebro, död 20 april 1872 i Jakobs församling, Stockholm, var en svensk musiklärare och tonsättare.
Hon undervisade i pianospel i Stockholmsfamiljer och fick utgivet noter till två valser för piano. Den 9 februari 1868 anordnades till hennes stöd en musiksoaré i De la Croix salong vid Brunkebergs torg. I ett förhandsmeddelande betecknades hon då vid 51 års ålder som "äldre och numera sjuklig". Hon avled fyra år senare, vid en ålder av 55 år. Emma Trägårdh var ogift.

## Verk
- Ellen, vals för piano. Stockholm:Abraham Lundquist AB 1858, andra upplagan 1864. Libris 17092772.
- Leonore,  vals för piano. Stockholm:Abraham Lundquist AB 1864. Libris 17094974.